# Chamaemespilus
Chamaemespilus es un género de plantas con dos especies pertenecientes a la familia de las rosáceas.
Está considerado como un probable sinónimo del género Sorbus L.

## Taxonomía
Chamaemespilus fue descrita por Friedrich Kasimir Medikus y publicado en Philosophische Botanik 1: 138, 155, en el año 1789.

## Especies
- Chamaemespilus alpina (Mill.) K.R. Robertson & J.B. Phipps
- Chamaemespilus humilis M. Roem.